# Арумъни
Арумъни (варианти армъни, аромъни, наричани още власи, цинцари, куцовласи, македонци, каравласи; самоназвание на арумънски: Armãnji, Rrãmãnji, Rrãmenj; на румънски: Aromâni, macedoromâni; на гръцки: Αρμάνοι) са народ, населяващ южните части на Балканския полуостров: Северна Гърция, части от Албания, Северна Македония и България.

## Произход на термина
Научният термин „арумъни“ е въведен от Густав Вайганд в неговата книга „Аромъне“ от 1894 г., което е първото задълбочено изследване на европейски учен върху арумъните.
Етимологията на „цинцари“ е от произношението на числителното „пет“ на арумънски: цинце.

## Картографиране и групиране
Към 1992 година арумъните наброяват около 115 хиляди души. Говорят различни диалекти на арумънския език, който е част от групата на балканските романски езици, близък до румънския език. Основно се делят на пет групи – пиндени (от Пинд), грамощани (от Грамоща), фрашероти (от Фрашер), музакири (от Музакия) и москополци (от Москополе). По вероизповедание са православни.
Според гръцката класификация (1769 – 1997), арумъните се поделят по историко-географски признак на такива в регионите на:
1. Аспропотамос
2. Мецовска хора
3. Чумерка
4. Загори
5. Гревена
6. Коница
7. Грамос
8. Москополе
9. Западна Македония
10. Олимп
11. Мъглен
12. Фрашър
13. Континентална Гърция (Ипати, Карпениси и Стратос)
14. Крушево

От село Сирако в Чумерка е родом Йоани Колети, а от съседното Каларити е родом Сотириос Вулгарис, първоосновател на световната модна марка Bulgari.

## Название
Названието „аромъни“ (Armãnj – Армън) произлиза от латинското Romanus, при което е прибавена приставка „а“, характерна за много думи в аромънския език, започващи със съгласна. Терминът „арумъни“ е въведен от Густав Вайганд през 90-те години на XIX век.
Терминът власи се използва на Балканите като екзоним на романизираните народи, живеещи в този регион. Днес този термин се използва по отношение на аромъните, мъгленорумъните и истрорумъните. Румънците се наричат власи най-често в исторически или пейоративен контекст. В Гърция арумъните, смятащи се за част от гръцката нация (гъркоманите), вече избягват самоназванието арумъни и използват екзонима власи като етноним.